# Прямоволосник тоненький
Прямоволосник тоненький (Orthotrichum tenellum) — вид мохів порядку прямоволосникальних (Orthotrichales).

## Поширення
Батьківщиною є Європа, Північна Африка, Північна Америка.
Населяє стовбури листяних дерев на сухих відкритих ділянках, скелі; від низьких до високих (100–2000 м).

## Характеристика
Рослини 0.3–1 см. Стеблові листки жорсткі, в сухому стані прямовисно-притиснуті, від язичкових до ланцетно-довгастих, поліморфні, 1.3–2.6 мм; краї завернуті нижче вершини або іноді широко відігнуті дистально, цілі, іноді зубчасті на вершині; верхівка від тупої до широко-гострої. Спеціалізоване безстатеве розмноження гемами на абаксіальній поверхні листків. Коробочкові ніжки до 2 мм. Коробочка у зрілому стані від циліндричної до циліндрично-еліптичної форми, 1.3–2  мм, сильно 8-ребриста по всій довжині, не звужена нижче гирла. Спори 11–18 мкм.